# Izé
Pour les articles homonymes, voir Ize.
Izé est une commune française, située dans le département de la Mayenne en région Pays de la Loire, peuplée de 458 habitants.
La commune fait partie de la province historique du Maine, et se situe dans le Bas-Maine.

## Géographie
Izé est traversée par la route départementale 35 qui la relie à Mayenne située direction nord-ouest.

### Communes limitrophes
| Bais                    | Trans                  | Saint-Thomas-de-Courceriers |
|                         | Izé                    | Saint-Martin-de-Connée      |
| Sainte-Gemmes-le-Robert | Saint-Georges-sur-Erve |                             |

### Climat
Pour des articles plus généraux, voir Climat des Pays de la Loire et Climat de la Mayenne.
En 2010, le climat de la commune est de type climat océanique altéré, selon une étude du CNRS s'appuyant sur une série de données couvrant la période 1971-2000. En 2020, Météo-France publie une typologie des climats de la France métropolitaine dans laquelle la commune est exposée à un climat océanique et est dans la région climatique  Moyenne vallée de la Loire, caractérisée par une bonne insolation (1 850 h/an) et un été peu pluvieux. 
Pour la période 1971-2000, la température annuelle moyenne est de 10,5 °C, avec une amplitude thermique annuelle de 14,3 °C. Le cumul annuel moyen de précipitations est de 868 mm, avec 12,7 jours de précipitations en janvier et 7,2 jours en juillet. Pour la période 1991-2020, la température moyenne annuelle observée sur la station météorologique de Météo-France la plus proche, sur la commune d'Évron à 11 km à vol d'oiseau, est de 11,7 °C et le cumul annuel moyen de précipitations est de 804,1 mm,. Pour l'avenir, les paramètres climatiques de la commune estimés pour 2050 selon différents scénarios d'émission de gaz à effet de serre sont consultables sur un site dédié publié par Météo-France en novembre 2022.

## Urbanisme

### Typologie
Au 1er janvier 2024, Izé est catégorisée commune rurale à habitat très dispersé, selon la nouvelle grille communale de densité à sept niveaux définie par l'Insee en 2022.
Elle est située hors unité urbaine. Par ailleurs la commune fait partie de l'aire d'attraction d'Évron, dont elle est une commune de la couronne,. Cette aire, qui regroupe 18 communes, est catégorisée dans les aires de moins de 50 000 habitants,.

### Occupation des sols
L'occupation des sols de la commune, telle qu'elle ressort de la base de données européenne d’occupation biophysique des sols Corine Land Cover (CLC), est marquée par l'importance des territoires agricoles (93,1 % en 2018), une proportion identique à celle de 1990 (93,1 %). La répartition détaillée en 2018 est la suivante : 
prairies (52,9 %), terres arables (21,2 %), zones agricoles hétérogènes (19 %), forêts (6 %), zones urbanisées (0,9 %). L'évolution de l’occupation des sols de la commune et de ses infrastructures peut être observée sur les différentes représentations cartographiques du territoire : la carte de Cassini (XVIIIe siècle), la carte d'état-major (1820-1866) et les cartes ou photos aériennes de l'IGN pour la période actuelle (1950 à aujourd'hui).

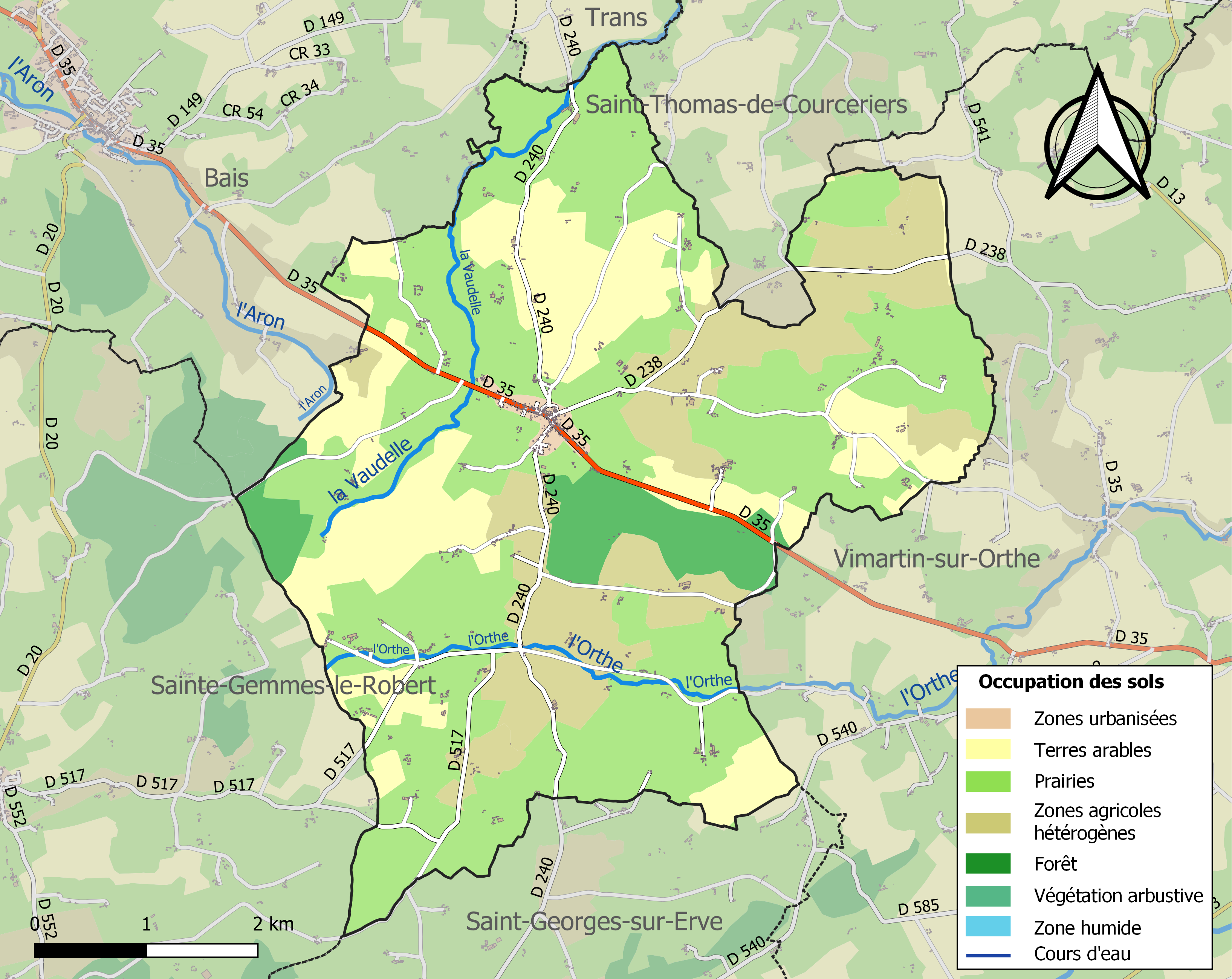
Carte des infrastructures et de l'occupation des sols de la commune en 2018 (CLC).

## Toponymie
La forme de Iziaco est attestée en 989. Le gentilé est Izéen. Le toponyme Izé semble issu de l'anthroponyme gaulois Itius. 
Dans un ouvrage de 2021, le linguiste Jacques Lacroix propose une autre hypothèse concernant l'étymologie d'Izé. Elle serait plutôt issue d'un type gaulois *Īsiāco, ayant désigné un « Lieu de la Basse Frontière » : situé vers l'extrémité sud d'un territoire. La localité se trouve près de l'ancienne frontière sud-est du territoire des Diablintes, un peuple gaulois, face aux Cénomans.

## Histoire

### Légende
D'après une légende Izé aurait été dans l'Antiquité une ville très importante. Celle-ci aurait disparu à la suite d'un cataclysme. Il ne s'agirait que d'une légende, due à une confusion avec la légende de la ville d'Ys, car rien ne le prouve.

### Révolution française
À la création des cantons, Izé est chef-lieu de canton. Ce canton est supprimé lors du redécoupage cantonal de l'an IX (1801).

## Politique et administration

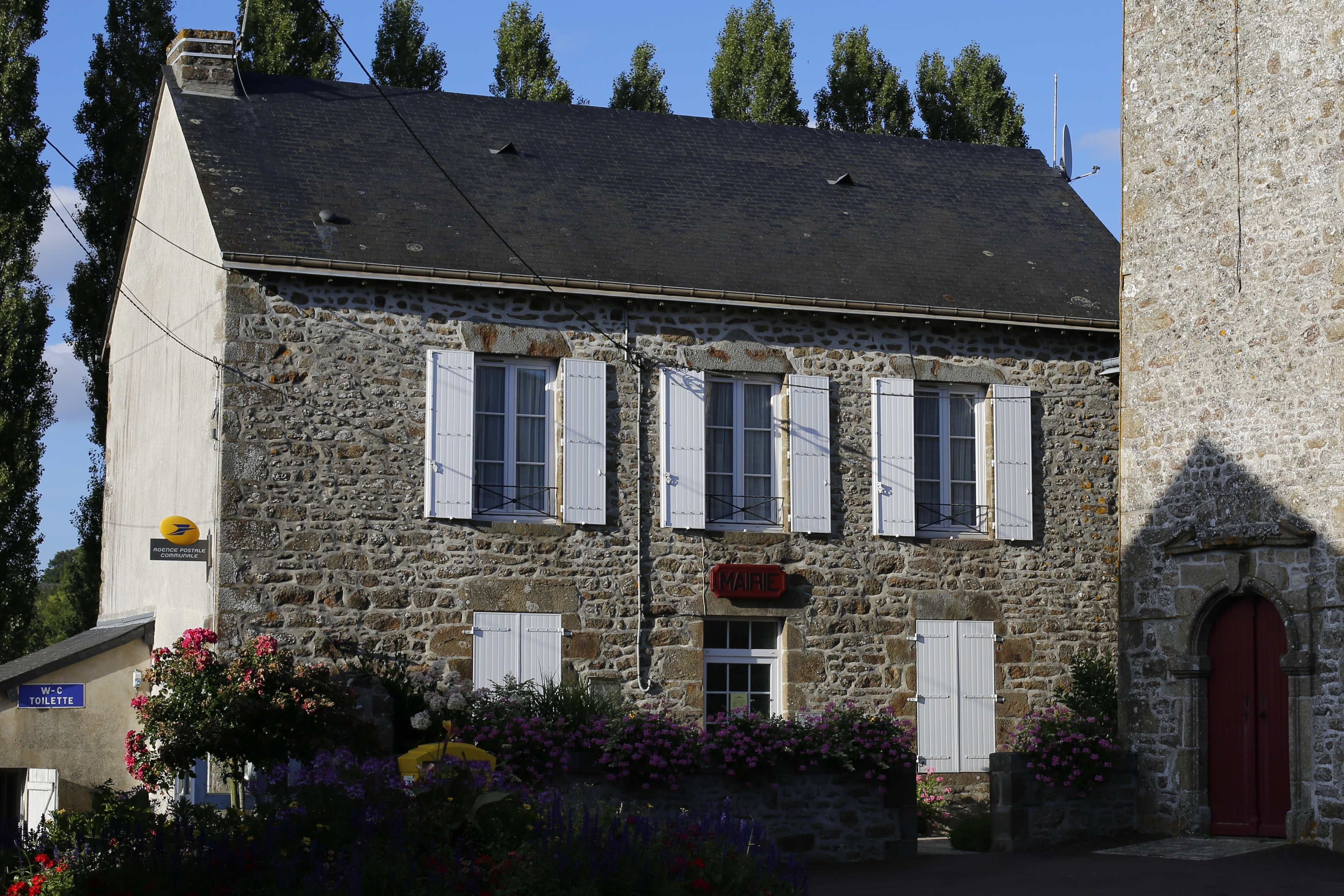
La mairie.

Le conseil municipal est composé de onze membres dont le maire et trois adjoints.

## Population et société

### Démographie
L'évolution du nombre d'habitants est connue à travers les recensements de la population effectués dans la commune depuis 1793. Pour les communes de moins de 10 000 habitants, une enquête de recensement portant sur toute la population est réalisée tous les cinq ans, les populations de référence des années intermédiaires étant quant à elles estimées par interpolation ou extrapolation. Pour la commune, le premier recensement exhaustif entrant dans le cadre du nouveau dispositif a été réalisé en 2004.
En 2022, la commune comptait 458 habitants, en évolution de −2,97 % par rapport à 2016 (Mayenne : −0,73 %, France hors Mayotte : +2,11 %).
Izé a compté jusqu'à 2 025 habitants en 1836.
| 1793  | 1800  | 1806  | 1821  | 1831  | 1836  | 1841  | 1846  | 1851  |
| ----- | ----- | ----- | ----- | ----- | ----- | ----- | ----- | ----- |
| 1 775 | 1 816 | 1 757 | 1 959 | 1 805 | 2 025 | 1 856 | 1 861 | 1 915 |

| 1856  | 1861  | 1866  | 1872  | 1876  | 1881  | 1886  | 1891  | 1896  |
| ----- | ----- | ----- | ----- | ----- | ----- | ----- | ----- | ----- |
| 1 865 | 1 777 | 1 796 | 1 776 | 1 767 | 1 675 | 1 609 | 1 601 | 1 511 |

| 1901  | 1906  | 1911  | 1921  | 1926  | 1931  | 1936  | 1946 | 1954 |
| ----- | ----- | ----- | ----- | ----- | ----- | ----- | ---- | ---- |
| 1 510 | 1 301 | 1 289 | 1 080 | 1 086 | 1 107 | 1 055 | 965  | 895  |

| 1962 | 1968 | 1975 | 1982 | 1990 | 1999 | 2004 | 2006 | 2009 |
| ---- | ---- | ---- | ---- | ---- | ---- | ---- | ---- | ---- |
| 820  | 740  | 607  | 548  | 505  | 477  | 487  | 485  | 497  |

| 2014 | 2019 | 2022 | - | - | - | - | - | - |
| ---- | ---- | ---- | - | - | - | - | - | - |
| 473  | 455  | 458  | - | - | - | - | - | - |

### Sports
L'Entente sportive de la Vaudelle fait évoluer une équipe de football en divisions de district.
Les sportifs izéens bénéficient également d'un club de tennis de table, l'Étoile sportive.

## Culture locale et patrimoine

### Lieux et monuments
- L'église Saint-Pierre-et-Saint-Paul, renfermant notamment un vitrail de la Résurrection dans le chœur posé en 1980 à la suite d'une tornade, donnant aux deux soldats romains les traits de François Mitterrand et Georges Marchais, gardiens du tombeau du Christ, tombant à la renverse au moment de la Résurrection le matin de Pâques[29].
- Le menhir du Gué Péan, à proximité de la limite avec Saint-Thomas-de-Courceriers. Il fait l'objet d'un classement au titre des Monuments historiques depuis le 5 juillet 1978[30].
- Le menhir du Gué Blandin, à proximité de la limite avec Bais.
- Chapelle Saint-André, du XIIIe siècle.
- Chapelle Sainte-Rosalie, du XIXe siècle.

### Personnalités liées à la commune
- Marcel Cheurin (1882-1971), écrivain né à Izé.
- Raymond Fauveau (né en 1901 et décédé en ?), religieux, curé d'Izé.
- Frédéric Lefèvre (1889-1949), écrivain né à Izé.
- Pierre Renouard (1743-1825), prêtre, historien, curé d'Izé.

### Héraldique
| Blason de Izé | Blason  | Coupé: au 1er de gueules à l'épée versée d'argent garnie d'or brochant sur deux clefs de même passées en sautoir, au 2e d'azur à deux cotices ondées d'argent et à l'épi de blé d'or tigé et feuillé de deux pièces du même, posé en bande et brochant. |
| Blason de Izé | Détails | Adopté en février 2018. |